# Scottish League Cup 2010-2011
La Scottish League Cup 2010-11 è stata la 65ª edizione della seconda più prestigiosa competizione ad eliminazione diretta della Scozia, nota per ragioni di sponsor anche come CIS Insurance Cup.
A vincere il torneo son stati i Rangers, che hanno sconfitto il Celtic in finale per 2-1 (ai supplementari).

## Calendario
| Turno            | Prima partita     | Qualificate | Num. squadre |
| ---------------- | ----------------- | ----------- | ------------ |
| 1º turno         | 31 luglio 2010    | 15          | 42 → 27      |
| 2º turno         | 24 agosto 2010    | 11          | 27 → 16      |
| 3º turno         | 21 settembre 2010 | 8           | 16 → 8       |
| Quarti di finale | 27 ottobre 2010   | 4           | 8 → 4        |
| Semifinali       | 29 gennaio 2011   | 2           | 4 → 2        |
| Finale           | 20 marzo 2011     | 1           | 2 → 1        |

## Primo Turno
| Squadra 1          | Risultato   | Squadra 2       |
| ------------------ | ----------- | --------------- |
| Dundee             | 3 – 0       | Montrose        |
| 'Elgin City        | 3 – 2 (dts) | Ayr Utd         |
| Dunfermline        | 5 – 2       | Arbroath        |
| Annan Athletic     | 0 – 1       | Partick Thistle |
| Stirling Albion    | 1 – 2       | Forfar Athletic |
| Albion Rovers      | 0 – 1       | Airdrie Utd     |
| Ross County        | 2 – 1       | Livingston      |
| Stenhousemuir      | 1 – 3       | Brechin City    |
| Raith Rovers       | 4 – 1       | East Fife       |
| Clyde              | 2 – 1       | Cowdenbeath     |
| Peterhead          | 1 – 0       | Berwick Rangers |
| Stranraer          | 1 – 7       | Greenock Morton |
| Queen of the South | 5 – 1       | Dumbarton       |
| Inverness          | 3 – 0       | Queen's Park    |
| East Stirlingshire | 1 – 2       | Alloa Athletic  |

## Secondo Turno
| Squadra 1          | Risultato         | Squadra 2           |
| ------------------ | ----------------- | ------------------- |
| Kilmarnock         | 6 – 2             | Airdrie Utd         |
| Brechin City       | 2 – 2 (3 - 1 dcr) | Dundee              |
| Hearts             | 4 – 0             | Elgin City          |
| Alloa Athletic     | 0 – 3             | Aberdeen            |
| St. Johnstone      | 2 – 0             | Greenock Morton     |
| Ross County        | 3 – 3 (4 - 3 dcr) | St. Mirren          |
| Inverness          | 3 – 0             | Peterhead           |
| Partick Thistle    | 0 – 1             | Falkirk             |
| Queen of the South | 4 – 1             | Forfar Athletic     |
| Raith Rovers       | 1 – 0             | Hamilton Academical |
| Dunfermline        | 3 – 2             | Clyde               |

## Terzo Turno
| Squadra 1     | Risultato   | Squadra 2          |
| ------------- | ----------- | ------------------ |
| Rangers       | 7 – 2       | Dunfermline        |
| Kilmarnock    | 3 – 1       | Hibernian          |
| Aberdeen      | 3 – 2       | Raith Rovers       |
| Falkirk       | 4 – 3       | Hearts             |
| Celtic        | 6 – 0       | Inverness          |
| Ross County   | 1 – 2 (dts) | Dundee Utd         |
| St. Johnstone | 3 – 0       | Queen of the South |
| Brechin City  | 0 – 2       | Motherwell         |

## Quarti di finale
| Squadra 1     | Risultato | Squadra 2  |
| ------------- | --------- | ---------- |
| Aberdeen      | 2 – 1     | Falkirk    |
| Motherwell    | 1 – 0     | Dundee Utd |
| St. Johnstone | 1 – 2     | Celtic     |
| Kilmarnock    | 0 – 2     | Rangers    |

## Semifinali
| Squadra 1 | Risultato | Squadra 2  |
| --------- | --------- | ---------- |
| Aberdeen  | 1 – 4     | Celtic     |
| Rangers   | 2 – 1     | Motherwell |

## Finale
| Squadra 1 | Risultato   | Squadra 2 |
| --------- | ----------- | --------- |
| Rangers   | 2 – 1 (dts) | Celtic    |

| Arbitro: | Craig Thomson |

|                       |           |            |
| Davis 24’ Jelavić 98’ | Marcatori | 31’ Ledley |